# Hlince
Hlince település Csehországban, a Észak-plzeňi járásban. Hlince Studená, Bohy, Holovousy, Všehrdy, Chlum és Kladruby településekkel határos. Lakosainak száma 91 fő (2024. január 1.).

## Népesség
A település lakosságának változását az alábbi diagram mutatja:
| Lakosok száma | 235  | 267  | 290  | 161  | 123  | 88   | 71   | 77   | 73   | 91   |
|               | 1869 | 1890 | 1921 | 1950 | 1980 | 2001 | 2017 | 2019 | 2022 | 2024 |